# Suchitra
Suchitra Karthik Kumar, conocida también como Suchitra Ramadurai o simplemente Suchitra (n. 14 de agosto de 1982 en Chennai, Tamil Nadu), es una cantante de playback, compositora y locutora de radio india. Ha interpretado más de 100 temas musicales, cantados sobre todo en tamil, malayalam y telugu. 

## Primeros años
Nacida en Chennai, ella se graduó en el "Mar Ivanios College" (Trivandrum). Más adelante se trasladó a Coimbatore, para continuar sus estudios en el MBA (PSG Institute of Management). Además ella formó parte de una banda musical llamada PSG.

## Carrera
Empezó a trabajar en una empresa de telecomunicaciones llamada "Sify Technologies Limited", después de graduarse de la universidad. Más adelante empezó a trabajar en un medio de comunicación, en "Radio Mirchi". Se hizo conocer como Suchi por la audiencia que la escuchaban mientras conducía sus programas de radio en vivo, uno de sus programas radiofónicos que tuvo mayor éxito que tuvo fue "Hello Chennai".  Gracias a su voz clara y audaz, rápidamente se hizo muy famosa entre el público joven. Otro programas de radio en la que trabajó también, fue en Flight983, también difundida por Radio Mirchi, que era transmitido solo los días domingos en horas de la noche (de 7 a 9 horas). Su programas no solo alcanzaron fama en su país India, sino también en otros países.
Ella comenzó a cantar después de unos años después de dejar de trabajar como locutora. También trabajó como actriz de doblaje en la película "Heroines", interpretando el personaje de Shriya.
Su carrera como cantante de playback, comenzó cuando interpretó temas musicales cantados en Tamil, Telugu, kannada y malayalam, en la que logró alcanzar fama gracias a su voz y su talento. Suchitra actualmente es considerada como una de las cantantes y compositoras de su país más destacadas, sobre todo por todo su trabajo actualizado.

## Filmografía

### Películas
| Año  | Película        | Personaje | Idioma | Notas                 |
| ---- | --------------- | --------- | ------ | --------------------- |
| 2003 | Jay Jay         | Herself   | Tamil  | Guest appearance (RJ) |
| 2004 | Aayutha Ezhuthu | Suchitra  | Tamil  |                       |
| 2010 | Bale Pandiya    | Herself   | Tamil  | Guest appearance      |

### Doblajes
| Año  | Película               | Voz de doblaje |
| ---- | ---------------------- | -------------- |
| 2006 | Thiruttu Payale        | Malavika       |
| 2006 | Kedi                   | Tamanna Bhatia |
| 2009 | Indira Vizha           | Namitha        |
| 2009 | Kanthaswamy            | Shriya Saran   |
| 2010 | Naanayam               | Ramya Raj      |
| 2010 | Kola Kolaya Mundhirika | Shikha         |
| 2011 | Mankatha               | Lakshmi Rai    |
| 2014 | Naan Sigappu Manithan  | Iniya          |

### Canciones

#### Temas musicales en Tamil
| Año  | Película                   | Canciones                          | Director musical    | Co-intérprete(s)                             |
| ---- | -------------------------- | ---------------------------------- | ------------------- | -------------------------------------------- |
| 2002 | Laysa Laysa                | "En Polave Kattru"                 | Harris Jayaraj      | K. S. Chitra                                 |
| 2003 | Jay Jay                    | "May Maasam 98'il"                 | Bharathwaj          | Solo                                         |
| 2003 | Kaakha Kaakha              | "Uyirin Uyire"                     | Harris Jayaraj      | KK                                           |
| 2004 | Manmadhan                  | "Enn Aasai Mythiliye"              | Yuvan Shankar Raja  | Silambarasan                                 |
| 2004 | Jai                        | "Shock Adikkudhu Pennae"           | Mani Sharma         | Ranjith                                      |
| 2005 | Ullam Ketkumae             | "Kanavu Periya Kanavugal"          | Harris Jayaraj      | Various                                      |
| 2006 | Vallavan                   | "Yammadi Aathadi"                  | Yuvan Shankar Raja  | Silambarasan, Vijaya T. Rajendar, Mahathi    |
| 2006 | Pokkiri                    | "Dole Dole" "En Chella Peru Apple" | Mani Sharma         | Ranjith A. V. Ramanan                        |
| 2007 | Vel                        | "Ottraikannale"                    | Yuvan Shankar Raja  | Haricharan                                   |
| 2007 | Kalloori                   | "June July Maadham"                | Joshua Sridhar      | Krish                                        |
| 2007 | Pallikoodam                | "Rosemary"                         | Bharathwaj          | Ulaganathan                                  |
| 2007 | Polladhavan                | "Alibaba Thangam"                  | G. V. Prakash Kumar |                                              |
| 2007 | Kaalai                     | "Kutti Pisaase"                    | G. V. Prakash Kumar | Silambarasan                                 |
| 2008 | Subramaniapuram            | "Madura Kulunga"                   | James Vasanthan     | Velmurugan                                   |
| 2008 | Yaaradi Nee Mohini         | "Nenjai Kasakki"                   | Yuvan Shankar Raja  | Udit Narayan                                 |
| 2008 | Dhaam Dhoom                | "Pudhu Pudhu"                      | Harris Jayaraj      | Benny Dayal                                  |
| 2009 | Silambattam                | "Vechikkava"                       | Yuvan Shankar Raja  | Silambarasan                                 |
| 2009 | Sindhanai Sei              | "Naa Kaakinaada"                   | S. Thaman           |                                              |
| 2009 | Eeram                      | "Tharai Erangiya"                  | S. Thaman           |                                              |
| 2009 | Kanthaswamy                | "Excuse Me"                        | Devi Sri Prasad     | Vikram                                       |
| 2009 | Moscowin Kavery            | "Gore Gore"                        | S. Thaman           | Karthik                                      |
| 2009 | Vettaikaaran               | "Oru Chinna Thamarai"              | Vijay Antony        | Krish, Dinesh Kanagaratnam                   |
| 2010 | Siddu                      | "Naan Alana Thamarai"              | Dharan              | Venkat Prabhu, Sri Mathumitha                |
| 2010 | Goa                        | "Goa"                              | Yuvan Shankar Raja  | Krish, Ranjith, Tanvi Shah                   |
| 2010 | Singam                     | "En Idhayam"                       | Devi Sri Prasad     | Tippu                                        |
| 2010 | Thillalangadi              | "Pootta Paathadhum"                | S. Thaman           |                                              |
| 2010 | Manmadan Ambu              | "Oyyale"                           | Devi Sri Prasad     | Mukesh                                       |
| 2011 | Siruthai                   | "Rakkamma Rakku"                   | Vidyasagar          | Ranjith, Roshan                              |
| 2011 | Kaavalan                   | "Yaaradu"                          | Vidyasagar          | Karthik                                      |
| 2011 | Avan Ivan                  | "Dia Dia Dole"                     | Yuvan Shankar Raja  |                                              |
| 2011 | Mankatha                   | "Vaada Bin Laada"                  | Yuvan Shankar Raja  | Krish                                        |
| 2011 | 7aum Arivu                 | "Oh Ringa Ringa"                   | Harris Jayaraj      | Benny Dayal, Roshan, Jerry John              |
| 2011 | Venghai                    | "Pudikale Pudikudhu"               | Devi Sri Prasad     | Mukesh                                       |
| 2011 | Rajapattai                 | "Laddu Laddu"                      | Yuvan Shankar Raja  | Vikram, Priyadharshini                       |
| 2012 | Kalakalappu                | "Mokkamanusha"                     | Vijay Ebenezer      | Steevevatz                                   |
| 2012 | Mirattal                   | "Ringa Ringa Radio"                | Pravin Mani         | Shankar Mahadevan                            |
| 2012 | Maattrraan                 | "Theeyae Theeyae"                  | Harris Jayaraj      | Franko, Aalap Raju, Charulatha Mani, Sathyan |
| 2012 | Podaa Podi                 | "Maattikittenae"                   | Dharan              | Naresh Iyer, Benny Dayal                     |
| 2012 | Kanna Laddu Thinna Aasaiya | "Ye Unnathan"                      | S. Thaman           | Ranjith, Naveen, Rahul Nambiar               |
| 2012 | Samar                      | "Oru Kannil Vaegam"                | Yuvan Shankar Raja  | Ranjith, Naveen                              |
| 2013 | Settai                     | "Arjuna Arjuna"                    | S. Thaman           | Karthik                                      |
| 2013 | Vanakkam Chennai           | "Ailasa Ailasa"                    | Anirudh Ravichander | Anirudh Ravichander                          |

### Lista de canciones completas
| Año  | Canción                      | Película                   | Idioma    | Director musical    |
| ---- | ---------------------------- | -------------------------- | --------- | ------------------- |
| 2003 | Uyirin Uyire                 | Kaakka Kaakka              | Tamil     | Harris Jayaraj      |
| 2003 | May Masam 98il               | Jay Jay                    | Tamil     | Bharathwaj          |
| 2004 | En Aasai Mythiliye           | Manmadhan                  | Tamil     | Yuvan Shankar Raja  |
| 2006 | Ammadi Aathadi               | Vallavan                   | Tamil     | Yuvan Shankar Raja  |
| 2006 | Cheli Jabilee                | Ranam                      | Telugu    | Mani Sharma         |
| 2006 | Dole Dole                    | Pokiri                     | Telugu    | Mani Sharma         |
| 2006 | Ippati Kinka                 | Pokiri                     | Telugu    | Mani Sharma         |
| 2006 | Ossa re                      | Happy                      | Telugu    | Yuvan Shankar Raja  |
| 2007 | Dole Dole Than               | Pokkiri                    | Tamil     | Mani Sharma         |
| 2007 | En Chella Peru Apple         | Pokkiri                    | Tamil     | Mani Sharma         |
| 2007 | Nee Mutham Ondru (Remix)     | Pokkiri                    | Tamil     | Mani Sharma         |
| 2007 | Yamaho Yama                  | Chirutha                   | Telugu    | Mani Sharma         |
| 2008 | Kutti Pisase                 | Kaalai                     | Tamil     | G. V. Prakash Kumar |
| 2008 | Vechukkava                   | Silambattam                | Tamil     | Yuvan Shankar Raja  |
| 2009 | Excuse Me                    | Kanthaswamy                | Tamil     | Devi Sri Prasad     |
| 2009 | Excuse Me                    | Mallanna                   | Telugu    | Devi Sri Prasad     |
| 2009 | osama                        | Sagar Alias Jacky Reloaded | Malayalam | Gopi Sundar         |
| 2009 | Tharai Erangiya              | Eeram                      | Tamil     | Thaman              |
| 2009 | Chinna Thamarai              | Vettaikaran                | Tamil     | Vijay Antony        |
| 2009 | Naa Kaakinaada               | Sindhanai Sei              | Tamil     | Thaman              |
| 2010 | Pilla Naa Valla Kaadu        | Adhurs                     | Telugu    | Devi Sri Prasad     |
| 2010 | Pesum Poove                  | Mundhinam Paartheney       | Tamil     | Thaman              |
| 2010 | Mundhinam Paartheney         | Mundhinam Paartheney       | Tamil     | Thaman              |
| 2010 | Chenthenkin                  | Pokkiri Raja               | Malayalam | Jassie Gift         |
| 2010 | Yen Idhayam                  | Singam                     | Tamil     | Devi Sri Prasad     |
| 2010 | Chithira Vaanam              | Anandhapurathu Veedu       | Tamil     | Ramesh Krishna      |
| 2010 | Pootta Paathadhum            | Thillalangadi              | Tamil     | S. Thaman           |
| 2010 | Gore Gore                    | Moscowin Kaveri            | Tamil     | Thaman              |
| 2010 | Thaen Mutham                 | Moscowin Kaveri            | Tamil     | Thaman              |
| 2010 | Maham Maye                   | Puli                       | Telugu    | A. R. Rahman        |
| 2010 | Nijamena                     | Brindavanam                | Telugu    | Thaman              |
| 2010 | Oyyala                       | Manmadan Ambu              | Tamil     | Devi Sri Prasad     |
| 2010 | Oo Lalali                    | Aridhu Aridhu              | Tamil     | Thaman              |
| 2010 | Naan Alana Thamarai          | Siddu +2                   | Tamil     | Dharan              |
| 2011 | Adi Rakkamma Rakku           | Siruthai                   | Tamil     | Vidyasagar          |
| 2011 | Narmada                      | Kandaen                    | Tamil     | Vijay Ebenezer      |
| 2011 | Dia Dia Dole                 | Avan Ivan                  | Tamil     | Yuvan Shankar Raja  |
| 2011 | Pudikale Pudikudhu           | Venghai                    | Tamil     | Devi Sri Prasad     |
| 2011 | Surro Surra                  | Shakti                     | Telugu    | Mani Sharma         |
| 2011 | Ye Pilla Pilla               | Dhada                      | Telugu    | Devi Sri Prasad     |
| 2011 | Kurivippina                  | Vaishali                   | Telugu    | Thaman              |
| 2011 | Champakamala                 | Kandireega                 | Telugu    | Thaman              |
| 2011 | Vada Bin Lada                | Mankatha                   | Tamil     | Yuvan Shankar Raja  |
| 2011 | Oh Ringa Ringa               | 7aam Arivu                 | Tamil     | Harris Jayaraj      |
| 2011 | Innum Enna Thozha            | 7aam Arivu                 | Tamil     | Harris Jayaraj      |
| 2011 | Laddu Laddu                  | Rajapattai                 | Tamil     | Yuvan Shankar Raja  |
| 2011 | Dandiya India                | Oosaravelli                | Telugu    | Devi Sri Prasad     |
| 2012 | Sir Osthara                  | Businessman                | Telugu    | Thaman              |
| 2012 | Distub chesthanade           | Devudu Chesina Manushulu   | Telugu    | Raghu Kunche        |
| 2012 | Ayomayam                     | Nuvva Nena                 | Telugu    | Bheems              |
| 2012 | Araanu nee                   | Grand master               | Malayalam |                     |
| 2012 | Theyyaram                    | Trivandrum Lodge           | Malayalam | M. Jayachandran     |
| 2013 | Ye Unnathan                  | Kanna Laddu Thinna Aasaiya | Tamil     | Thaman              |
| 2013 | Nellorae                     | Naayak                     | Telugu    | Thaman              |
| 2013 | Barbie Girl                  | Mirchi                     | Telugu    | Devisri Prasad      |
| 2013 | Diamond Girl                 | Baadshah                   | Telugu    | Thaman              |
| 2013 | Facebook Facebook Pakkathile | Thiruttu VCD 2015          | Tamil     | Jithin Roshan       |
| 2015 | Jatha Kalise                 | Srimanthudu                | Telugu    | Devisri Prasad      |
| 2016 | Maaman Waiting               | Idhu Namma Aalu            | Tamil     | T. R. Kuralarasan   |